# نديم دال
نديم دال (بالتركية: Nedim Dal)‏ مواليد 3 مايو 1975 ، هو لاعب كرة سلة تركي من أصل بوسني.

## فرق لعب لها
- فنربخشة لكرة السلة
- تورك تيليكوم